# Кітнемучаш
Кітнемуча́ш (рос. Китнемучаш, марій. Китньымучаш) — присілок у складі Марі-Турецького району Марій Ел, Росія. Входить до складу Марі-Турецького міського поселення.

## Населення
Населення — 114 осіб (2010; 122 у 2002).
Національний склад (станом на 2002 рік):
- марійці — 97 %